# Hunts Point
Hunts Point è un comune degli Stati Uniti d'America, situato nello Stato di Washington, nella Contea di King.